# Oschiri
Oschiri (sardisk: Óschiri, Óscari) er en by og en kommune (comune) i provinsen Sassari i regionen Sardinien i Italien. Byen ligger i 202 meters højde og har 3.293 indbyggere (2016). Kommunen har et areal på 215,61 km² og grænser til kommunerne Alà dei Sardi, Berchidda, Buddusò, Ozieri, Pattada, Tempio Pausania og Tula.